# Starý Plzenec
Starý Plzenec är en stad i Tjeckien.   Den ligger i regionen Plzeň, i den västra delen av landet, 80 km sydväst om huvudstaden Prag. Starý Plzenec ligger 348 meter över havet och antalet invånare är 4 387.
Terrängen runt Starý Plzenec är huvudsakligen platt, men den allra närmaste omgivningen är kuperad.Runt Starý Plzenec är det ganska glesbefolkat, med 34 invånare per kvadratkilometer. Närmaste större samhälle är Plzeň, 8,8 km nordväst om Starý Plzenec. I omgivningarna runt Starý Plzenec växer i huvudsak blandskog.